# Bernward z Hildesheimu
Bernward z Hildesheimu (ur. ok. 960, zm. 20 listopada 1022 w Hildesheimie) – biskup Hildesheim od 993 r., święty katolicki.
Bernward pochodził z saskiego rycerstwa. Był zapewne synem hrabiego Dytryka z Sommerschenburga. Dzieciństwo spędził u dziadka ze strony matki, hrabiego Adalbera Saskiego.
Kształcił się w szkole katedralnej w Hildesheimie pod kierunkiem Thangmara. Od 987 r. przebywał na dworze Ottona II. Przygotowywał cesarskie dokumenty i był wychowawcą Ottona III.
15 stycznia 993 r. arcybiskup moguncki Willigis wyświęcił go na biskupa. W swojej działalności Bernward starał się o podniesienie znaczenia Hildesheim. W 1001 r. popadł w konflikt z opactwem w Gandersheim i w obronie swoich interesów udał się do papieża, do Rzymu, gdzie zapoznał się z dziełami sztuki. Zainspirowany nimi rozpoczął działalność fundacyjną w Hildesheimie. Ufundował kościół św. Michała (ukończony po śmierci Bernwarda) inspirowany wizją niebieskiego Jeruzalem i pomyślany jako miejsce spoczynku biskupa. Na jego zamówienie powstało bogate wyposażenie świątyni (w XIX wieku przeniesione do pobliskiej katedry brązowe drzwi Bernwarda wzorowane na drewnianych drzwiach z kościoła św. Sabiny w Rzymie), brązowa kolumna Chrystusa nawiązująca w swojej formie do cesarskich kolumn Rzymu, kielich i krzyż, które znajdują się dziś w skarbcu. Dzieła te odznaczają się wysokim poziomem artystycznym i wyszukanymi treściami ideowymi. Ponadto Bernward zlecił wznieść 12-wieżowe obwarowania wokół terenów katedry, które częściowo zachowały się do dziś. W dniu św. Michała 29 września 1022 r. poświęcił niedokończony kościół św. Michała. W dniu św. Marcina (11 listopada) wstąpił do tamtejszego opactwa benedyktynów. Zmarł 9 dni później i został pochowany w krypcie kościoła św. Michała. Papież Celestyn III ogłosił w 1192 r. Bernwarda świętym.

## Literatura
- Andrzej Dulewicz, Encyklopedia sztuki niemieckiej, Warszawa 2002
- Lexikon für Theologie und Kirche, t. 2, Freiburg im Breigau 1931, kolumny 220-221.
- Henryk Fros, Bernward, [w:] Encyklopedia katolicka, t. 2., Lublin 1985, kolumna 319.